# Les Quarantièmes rugissants
Pour plus de détails, voir Fiche technique et Distribution.
Les Quarantièmes rugissants est un film français de Christian de Chalonge sorti en 1982 et inspiré de l'histoire de Donald Crowhurst.

## Synopsis
Ingénieur électronicien spécialisé dans l'équipement maritime, Julien Dantec apprend qu'un grand quotidien organise une course de navigateurs en solitaire, autour du monde et sans escale. Il propose à Janvier, grand favori de la course, d'équiper son bateau d'une de ses inventions - un correcteur de cap. Mais Janvier refuse, et Dantec, très déçu, décide de relever lui-même le défi : il participera à cette compétition. Pour trouver le financement et construire son bateau, Dantec est aidé par un certain Barral, journaliste qui lui propose d'être son agent à terre et d'organiser l'aspect « relations publiques » de cette vaste entreprise. Dantec, cependant, prend un mauvais départ, son embarcation posant des problèmes jusqu'à la dernière minute...

## Fiche technique
- Réalisation : Christian de Chalonge
- Scénario et dialogues :  André-Georges Brunelin
- Sujet : André G. Brunelin, Christian de Chalonge et Jacques Perrin
- Directeurs de la photographie : Luciano Tovoli et Jean Penzer
- Montage : Henri Lanoë
- Chef décorateur:Max Douy
- Son : Pierre Gamet et Jacques Maumont
- Conseillers techniques : Éric Tabarly et Bernard Deguy
- Société de production : Cinéma 7, TF1 Films Production, Gaumont, Télé-München, Télévision de Sierra Leone, Galatée Films[1]
- Société de distribution : Gaumont
- Affiche Philippe Lemoine
- Durée : 132 minutes
- Pays :  France
- Date de sortie en salles : 11 août 1982
- Directeur de production : Gérard Crosnier

## Distribution
- Jacques Perrin : Julien Dantec
- Julie Christie : Catherine Dantec
- Michel Serrault : Sébastien Barral
- Robin Renucci : Daix
- Gila von Weitershausen : Émilie Dubisson
- François Perrot : le présentateur TV
- André-Georges Brunelin: le commissaire de la course
- Heinz Weiss : Joss
- Jean Leuvrais : Dorange
- Christian Ferry : Granville
- Bernard Lincot : Janvier
- Eric Raphaël : Denis Dantec
- Solena Morane : Valérie Dantec
- Mohammed Jalloh : Carlos
- Guy Parigot : Gouarzin
- Sébastien Kéran : Jaouen
- René Dupré : Pietro Corres
- Serge Feuillet : Tréguier
- Jean Le Hir : Guégan
- Michel Gestin : Guillou
- Françoise de Chalonge : Anne Guillou
- Pol Le Guen : Un journaliste
- Sylvain Gree : Un journaliste
- Maurice Vallier : Un journaliste
- Michael Birch
- Annick Martin
- Thierry Normand
- Pierre-Yves Berner

## Autour du film
- Le scénario s'est inspiré de la véritable histoire du navigateur anglais Donald Crowhurst.